# Manolo Hierro
Manuel Ruiz Hierro, más conocido como Manolo Hierro o Hierro II (Vélez-Málaga, 8 de diciembre de 1962) es un exfutbolista español. Manolo Hierro jugaba en la posición de defensa central.
Durante unos años llegó a coincidir con su hermano Antonio Hierro en el CD Málaga, por lo que este, al ser mayor y llevar más tiempo en el Málaga, era conocido como Hierro I a la par que a Manolo se le conocía como Hierro II. Manolo y Antonio son hermanos mayores del célebre futbolista Fernando Hierro.

## Trayectoria
Formado en las categorías inferiores del CD Málaga, jugó en el primer equipo malagueño (1980-86) para luego jugar en el Real Valladolid durante dos temporadas (1986-88). En 1988 fue fichado por el FC Barcelona, aunque no llegó a debutar con el club catalán. Tuvo la mala suerte de lesionarse en uno de los primeros entrenamientos. Joan Gaspart lo fichó, pero ante la llegada de Johan Cruyff como nuevo entrenador al equipo, este lo desestimó y fichó ese mismo verano por el Real Betis. Una temporada después ficharía por el CD Tenerife, donde colgaría las botas. 
Después de su retirada como jugador estuvo varios años desempeñando el cargo de director deportivo en el Málaga CF, pasando a entrenar al club malaguista, para sorpresa de todos, después de la destitución de Antonio Tapia en enero de 2006, pero no pudo impedir el descenso del Málaga a la Segunda División y abandonó el club.
En diciembre de 2007 fichó como técnico de la UD Puertollano. Fue destituido a mediados de 2008.

## Clubes

### Como jugador
| Club                | País   | Año       |
| ------------------- | ------ | --------- |
| CA Malagueño        | España | 1980-1981 |
| CD Málaga           | España | 1980-1986 |
| Real Valladolid     | España | 1986-1988 |
| FC Barcelona        | España | 1988-1990 |
| Real Betis (cedido) | España | 1988-1989 |
| CD Tenerife(cedido) | España | 1989-1990 |
| CD Tenerife         | España | 1990-1993 |

### Como entrenador
| Club           | País   | Año       |
| -------------- | ------ | --------- |
| Málaga CF      | España | 2006      |
| UD Puertollano | España | 2007-2008 |